# Repubblica del Rio Grande
La Repubblica del Rio Grande fu uno stato che esistette brevemente in Nordamerica tra la Repubblica del Texas ed il Messico, dal 17 gennaio al 6 novembre 1840.

## Storia

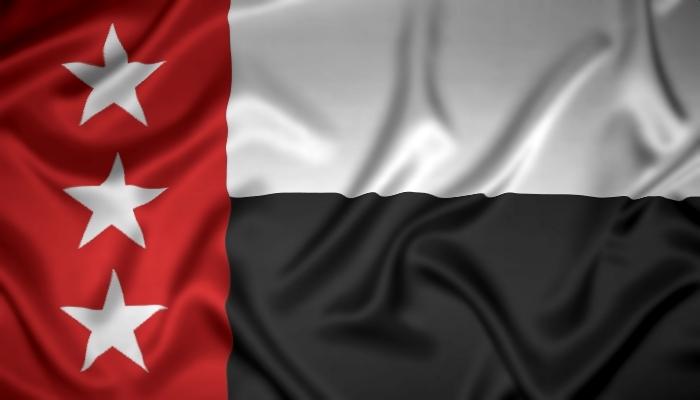
Bandiera della República del Río Grande

Dopo due decenni di conflitti, nel 1821 il Messico ottenne l'indipendenza dalla Spagna. Dopo una monarchia fallita, nel 1824 adottò una nuova costituzione, la Costituzione del 1824. La nuova costituzione istituì gli Estados Unidos Mexicanos, gli Stati Uniti Messicani, e creò una repubblica federale, sul modello degli Stati Uniti d'America.
Nel 1833 Antonio López de Santa Anna fu eletto per il suo primo periodo come presidente. Con la promulgazione nel 1835 delle Basi Costituzionali, Santa Anna realizzò la riforma centralista dello Stato, abolendo le costituzioni degli Stati della Federazione e tramutandoli in dipartimenti, convertendo, così, la repubblica federale in stato unitario.
Gli Stati di Coahuila, Nuevo León e Tamaulipas dichiararono la secessione dal Messico, per preservare i diritti dei singoli Stati che la Costituzione del 1824 garantiva. La secessione fu de facto ma non de iure.
Altre secessioni, conseguenti alla riforma centralista dello Stato voluta da Santa Anna, furono quelle della Repubblica del Texas e della Repubblica dello Yucatán.

## Dichiarazione d'indipendenza
Il 7 gennaio 1840, nel ranch Oreveña, vicino alla città di Laredo, fu convocata un'assemblea costituzionale, che fece nascere la Repubblica del Rio Grande con Laredo come capitale.
Venne eletto il governo, che era formato:
- Jesús Cárdenas Duarte Presidente
- Antonio Canales Rosillo Comandante dell'esercito
- Antonio Zapata primo tenente dell'esercito.
- Juan Nepomuceno Molano, consigliere rappresentante di Tamaulipas
- Francisco Vidaurri y Villaseñor, consigliere rappresentante di Coahuila
- Manuel María de Llano, consigliere rappresentante di Nuevo León
- José María Jesús Carbajal, Segretario